# عمیش (روستا)
 عمیش  (در عربی:  عَمیش  )
نام روستایی است در دهستان عَمّار از توابع استان اِب در کشور یمن در شبه جزیره عربستان.

## جمعیت
جمعیت آن ( 80 ) نفر (9 خانوار) می‌باشد.